# Filimanus
Filimanus és un gènere de peixos pertanyent a la família dels polinèmids.

## Taxonomia
- Filimanus heptadactyla (Cuvier, 1829)[4]
- Filimanus hexanema (Cuvier, 1829)[4]
- Filimanus perplexa (Feltes, 1991)[5]
- Filimanus sealei (Jordan & Richardson, 1910)[6]
- Filimanus similis (Feltes, 1991)[5]
- Filimanus xanthonema (Valenciennes, 1831)[7][8][9][10][11][12][13]